# Bródy Norbert
Bródy Norbert (Nyíregyháza, 1975. július 3.  –) magyar színművész.

## Élete
A debreceni Ady Endre Gimnáziumban érettségizett. 1996-ban végzett a Nemzeti Színház Színiakadémiáján. Diplomáját a Tessedik Sámuel Főiskolán szerezte. 1996-2002 között a Békéscsabai Jókai Színház, 2002-2003 között a Budapesti Operettszínház, majd 2003-2008 között a Nemzeti Színház tagja volt. 2011-től a Győri Nemzeti Színház színésze.
1999 óta színészmesterség tanár.
2022-2025 között a Színház- és Filmművészeti Egyetem drámainstruktor szakos hallgatója.

## Fontosabb színházi szerepei
- Valentyin Petrovics Katajev: A kör négyszögesítése... Abram
- Victor Hugo: A királyasszony lovagja... Cezar de Bazan
- William Shakespeare: Vízkereszt, vagy amit akartok... Orsino
- Georges Feydeau: A női szabó... Furdebin
- Henrik Ibsen: Kísértetek... Osvald
- Várkonyi Mátyás: Sztárcsinálók... Juvenalis
- Miklós Tibor-Kocsák Tibor: A vörös malom... János
- Verebes István-Megyeri: Senki sem tökéletes... Bájnsztokk
- Szörényi Levente-Bródy János: István, a király... Torda, Koppány
- Berillet-Gredy: A kaktusz virága... Julian
- Peter Shaffer: Equus... Alan
- Shakespeare: Lóvá tett lovagok... Byron
- Wedekind: A tavasz ébredése... Marci
- Emmet Lavery: Az Úr katonái... Robert Stuart
- Kander-Ebb: Cabaret... Ernst Ludvig
- Georges Feydeau: Zsákbamacska... Dufausset
- Friedrich Schiller: Ármány és szerelem... Ferdinánd
- Brandon Thomas: Charley nénje... Frank Babberley
- Jean Racine: Andromaché... Orestes
- Reginald Rose: Tizenkét dühös ember... 12.esküdt
- Marina Carr: A Macskalápon... Joseph
- Karinthy Frigyes: Holnap reggel... Lidérc Jenő
- Weöres Sándor: Holdbeli csónakos... Vitéz László
- Presser Gábor-Sztevanovity Dusán-Horváth Péter: A padlás... Barrabás, B. Barrabás, a gengszter / Révész, aki csak külsőleg azonos Barrabással
- Ábrahám Pál- Löhner-Beda - Grünwald: Bál a Savoyban... Pomerol
- Egressy Zoltán: Édes életek... Laci
- Molnár Ferenc: A Pál utcai fiúk... Csetneky úr
- Borisz Leonyidovics Paszternak: Doktor Zsivágó... Pap / Kornakov / A férfi
- Ilf-Petrov: Tizenkét szék... Petrov-Lapisz, fiatal költő
- Ken Ludwig: Primadonnák... Duncan
- Nyikolaj Vasziljevics Gogol: A revizor... Revizor
- Tim Rice-Andrew Lloyd Webber: Jézus Krisztus szupersztár... 2.pap
- Benny Andersson-Tim Rice-Björn Ulvaeus: Sakk... Amerikai delegáció
- Wildhorn-Bricusse: Jekyll & Hyde... Davie
- Knighton: A Vörös Pimpernel... Elton
- Ken Ludvig: A Hőstenor... Tito Merelli
- Szigligeti Ede: Liliomfi... Liliomfi
- Szente - Galambos - Juhász: Puskás, a musical... Szepesi György
- Ödön von Horváth: A végítélet napja... Nyomozó
- Kszel Attila: Eleven népmesék... Pesti Pisti, Vadász Álmos
- Dan Gordonː Esőember... Dr. Marston, pszichiáter
- Kszel Attila: Hanyistók ...Rudolf, az intéző
- Ray Cooney: Pénz az égből ...Henry Perkins
- Szerb Antal: Képtelen királyság ...Coltor (norlandi üzletember)
- Kormos István - Vas Judit Gigi: A pincérfrakk utcai cicák ...VI. Lajos, farkaskutya,
- Shakespeare: Szentivánéji álom ...Mesterember
- Georges Feydeau: A hülyéje ...Crépin Vatelin

## Film és TV-s szerepei
- Kisváros (1999) - Zoltán
- Budakeszi srácok (2006)
- Tűzvonalban (2008) - Mészáros
- Jóban rosszban (2011) - Fodor Endre
- Aranyélet (2015) - Dr. Révész
- Az Őrvidék tüzei (2020)
- Hazatalálsz (2024) - befektető